# Ujazdówek (województwo łódzkie)
Ujazdówek – wieś w Polsce położona w województwie łódzkim, w powiecie radomszczańskim, w gminie Kobiele Wielkie.

## Historia
W latach 1975–1998 miejscowość należała administracyjnie do województwa piotrkowskiego.